# Diego Lama
Diego Lama (Napoli, 4 dicembre 1964) è uno scrittore, architetto e giornalista italiano.

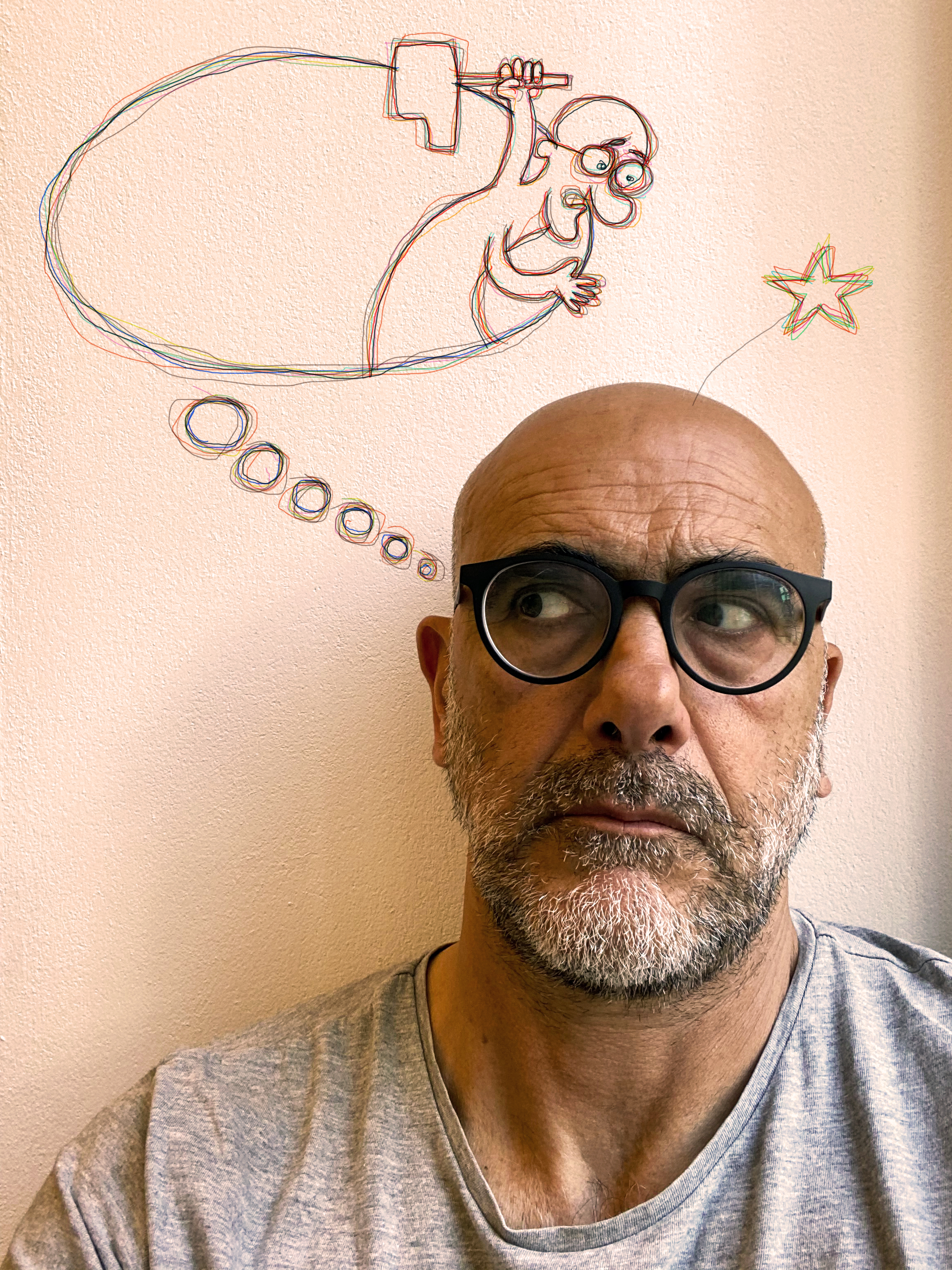
Diego Lama

Esordisce nella letteratura gialla vincendo il Premio Tedeschi, nel 2015, con il romanzo La collera di Napoli, pubblicato nella collana Il Giallo Mondadori nell'ottobre del 2015 da Arnoldo Mondadori Editore, con protagonista il commissario Veneruso.

Il romanzo viene ristampato nel giugno del 2016 negli Oscar Mondadori.

## Biografia
Si laurea in Architettura nel 1989 presso l'Università degli Studi di Napoli Federico II, dove si specializza in Progettazione urbana nel 1991. Nello stesso anno pubblica il libro di disegni Case di china (Libria), seguito da Città di china (Libria) e Cose di china (Libria). Nel 1994 fonda e dirige la rivista nazionale di architettura Ventre (Libria, poi Edizioni Cronopio).
Dal 1999 è editorialista per l'architettura e l'urbanistica della Campania sul quotidiano Corriere della Sera/Corriere del Mezzogiorno per il quale cura diverse rubriche: La fabbrica delle idee, Le mappe del Corriere, Architetti dimenticati, Storie di cemento, Dieci idee per Napoli e il blog Byte di cemento. Ha collaborato inoltre come corrispondente e redattore per le riviste Il Giornale dell'Architettura e d'Architettura.

Nel 2007 pubblica il libro Storie di cemento (Clean Edizioni), seguito nel 2010 da Cemento Romano (Clean Edizioni) e da Amazing Houses (Clean Edizioni) nel 2014.

Dal 2010 al 2015 pubblica romanzi brevi e racconti per diverse antologie e vari editori tra cui Robot (Delos Books), Racconti nella rete 2014 (nottetempo), Writers Magazine Italia (Delos Books), Romance Magazine (Delos Books), Fantasy Magazine (Delos Books) e 365 racconti per un anno (Delos Books).
Dal 2012 è socio fondatore dell'associazione onlus che realizza progetti umanitari nei paesi in via di sviluppo Made In Earth.

Dal 2013 è direttore responsabile della rivista di architettura e arredamento Arkeda. Dal 2017 è direttore responsabile della rivista di enogastronomia Gustus.
Dal 2014 inizia la sua collaborazione con Il Giallo Mondadori pubblicando alcuni racconti che hanno come protagonista il commissario Veneruso (Le sorelle Corcione, L'impiccata, Zezzolla, La signora Silvana, Tre cose).
Ha vinto il Premio Gran Giallo Città di Cattolica 2015 con il racconto Tre cose pubblicato nel mese di gennaio del 2016 nel Giallo Mondadori, con protagonista il commissario Veneruso.
Ha vinto il Premio Tedeschi 2015 con il romanzo La collera di Napoli, con protagonista il commissario Veneruso, pubblicato nella collana Il Giallo Mondadori nel mese di ottobre del 2015 e poi negli Oscar Mondadori nel giugno del 2016.
Nel mese di novembre del 2016, negli Oscar Mondadori, esce il secondo romanzo con protagonista il commissario Veneruso, dal titolo Sceneggiata di morte. Nel mese di agosto del 2018, ne Il Giallo Mondadori, esce l'antologia con protagonista il commissario Veneruso, dal titolo La settima notte di Veneruso.

## Premi e riconoscimenti
- 1992 - 2º classificato: concorso Una frase un rigo appena[15], con il racconto Rebecca, pubblicato da Giulio Einaudi Editore[16] nell'antologia omonima.
- 2013 - Vincitore: Contest Milano Letteratura 2013, con il racconto La piccola città[17].
- 2014 - 3º classificato: Premio Gran Giallo Città di Cattolica 2014, con il racconto L'impiccata[18].
- 2014 - Vincitore Premio letterario Racconti nella Rete Edizione 2014, con il racconto Multitasking love[19].
- 2015 - Vincitore: Premio Gran Giallo Città di Cattolica 2015, con il racconto Tre cose[14].
- 2015 - Vincitore. Premio Tedeschi, con il romanzo La collera di Napoli[1].
- 2021 - Vincitore. Premio Terre di Campania 8ª Edizione (Narrativa), con il romanzo Tutti si muore soli[20].
- 2024 - Vincitore. Premio Selezione Bancarella 72ª Edizione, con il romanzo La casa delle sirene[21].

## Opere

### Saggi
- 2007 - Storie di cemento (Clean Edizioni) ISBN 978-88-8497-110-4
- 2010 - Cemento romano (Clean Edizioni) ISBN 978-88-8497-188-3

### Romanzi e antologie con protagonista il commissario Veneruso
- 2015 - La collera di Napoli. Il Giallo Mondadori n. 3136 ottobre 2015[2]. Vincitore del Premio Tedeschi 2015; La collera di Napoli, Oscar Mondadori, giugno 2016. La collera di Napoli. Un'indagine del commissario Veneruso, Milano, Mondadori, 2023.
- 2016 - Sceneggiata di morte. Oscar Mondadori, novembre 2016.
- 2018 - La settima notte di Veneruso. Il Giallo Mondadori, n. 29 Extra, agosto 2018.
- 2021 - Tutti si muore soli. Mondadori, giugno 2021.
- 2022 - Il mostro di Capri. Mondadori, giugno 2022.

### Romanzi scritti con pseudonimo"Valeria Galante"(con Diana Lama)
- 2023 - La casa delle sirene, Milano, Mondadori, giugno 2023.
- 2024 - La casa della colpa, Milano, Mondadori, giugno 2024.
- 2025 - La casa dei ritorni, Milano, Mondadori, luglio 2025.

### Libri illustrati
- 1991 - Case di china (Libria), Melfi.
- 1992 - Città di china (Libria), Melfi.
- 1993 - Cose di china ((Libria), Melfi.
- 2014 - Amazing Houses (Clean Edizioni) ISBN 978-88-8497-427-3
- 2020 - Narrate case le vostre storie (testi Mauro Giancaspro, disegni Diego Lama) (Clean Edizioni) ISBN 978-88-8497-777-9

### Antologie (come curatore)
- 2019 - Delitti al Museo. Il Giallo Mondadori, n. 3177, marzo 2019 (curatela con Franco Forte).

### Romanzi tradotti all’estero
- 2025 – “La casa delle sirene” - Les sirènes de Naples, Paris, City Editions, agosto 2025.

### Audiolibri
- La collera di Napoli. Audible, aprile 2023. Letto da: Dario Borrelli (Durata: 8 ore e 56 min).
- Sceneggiata di morte. Audible, aprile 2023. Letto da: Dario Borrelli (Durata: 10 ore e 7 min).
- Tutti si muore soli. Audible, aprile 2023. Letto da: Dario Borrelli (Durata: 10 ore e 2 min).
- La settima notte di Veneruso. Audible, settembre 2023. Letto da: Dario Borrelli (Durata: 7 ore e 45 min).
- La casa degli amori segreti. Audible, aprile 2023. Letto da: Rocco Tedeschi (Durata: 1 ora e 45 min).
- La casa del matto. Audible, aprile 2023. Letto da: Rocco Tedeschi (Durata: 1 ora e 56 min).
- Il cacciatore. Audible, aprile 2023. Letto da: Gianluca Cangiano (Durata: 1 ora e 1 min).
- La casa delle sirene, di Valeria Galante (con Diana Lama) Audible, aprile 2024. Letto da: Maria Teresa Pascale (Durata: 15 ore e 20 min).
- Il mostro di Capri. Audible, giugno 2024. Letto da: Dario Borrelli (Durata: 9 ore e 42 minuti).

### Racconti pubblicati ne "Il Giallo Mondadori"
- 2014 - Le sorelle Corcione[11]. Racconto d'appendice in Il Giallo Mondadori classici n. 1345, aprile 2014 (con protagonista il commissario Veneruso).
- 2015 - L'impiccata[12]. Racconto d'appendice in Il Giallo Mondadori classici n. 1364, febbraio 2015 (con protagonista il commissario Veneruso). 3º classificato Premio Gran Giallo Città di Cattolica 2014.
- 2015 - La signora Silvana[13]. Racconto in antologia in Delitti in giallo Il Giallo Mondadori Extra 23, agosto 2015 (con protagonista il commissario Veneruso).
- 2016 - Tre cose[22]. Racconto d'appendice in Il Giallo Mondadori classici n. 1380, gennaio 2016. (1º classificato Premio Gran Giallo Città di Cattolica 2015) (con protagonista il commissario Veneruso).
- 2016 - Zezzolla[23]. Racconto d'appendice in Il Giallo Mondadori classici n. 6, luglio 2016 (con protagonista il commissario Veneruso).
- 2016 - Due a due[24]. Racconto in antologia in Giallo di rigore Il Giallo Mondadori Extra 24, luglio/agosto 2016.
- 2017 - Veneruso e lo scuoiato. Racconto d’appendice in Il Giallo Mondadori classici n. 1397, giugno 2017 (con protagonista il commissario Veneruso).
- 2018 - La serenata. Racconto in La settima notte di Veneruso. Il Giallo Mondadori, n. 29 Extra, agosto 2018 (con protagonista il commissario Veneruso).
- 2019 - Le natiche di Venere. Racconto in Delitti al Museo. Il Giallo Mondadori, n. 3177, marzo 2019 (con protagonista il commissario Veneruso).
- 2020 - Veneruso e lo strangolatore dell’Orient Express. Racconto in Assassinii sull’Orient Express. Il Giallo Mondadori, n. 33 Extra, agosto 2020 (con protagonista il commissario Veneruso).

### Altri racconti
- 1992 - Rebecca in Un frase un rigo appena (concorso omonimo, 2º classificato), Giulio Einaudi Editore
- 2005 - Ho Paura in Ventre n.2, Edizioni Cronopio
- 2010 - La rompi–tempo in Writers Magazine Italia n.17 (Delos Books), L'accorpamento in Writers Magazine Italia n.18 (Delos Books), No-Stop in 365 Racconti erotici per un anno (Delos Books), L'affossatore in 365 Racconti horror per un anno (Delos Books)
- 2011 - Finzioni in Romance Magazine n. 5 (Delos Books), Dio è lento in Writers Magazine Italia n.24 e in Magazzino dei Mondi (Delos Books), L'endoscopista in Writers Magazine Italia n.27 (Delos Books), Il monozigote in Writers Magazine Italia n.28 (Delos Books), Atlantide! in 365 Racconti sulla fine del mondo (Delos Books)
- 2012 - Il socio in Writers Magazine Italia n.31 (Delos Books), Il contatto in Writers Magazine Italia n.38 (Delos Books), Il passante in Writers Magazine Italia n.39 (Delos Books), Gazzosa d'amore in 365 Storie d'amore (Delos Books)
- 2013 - Multitasking love in Racconti della Rete 2014, nottetempo, Io non fuggo in Robot n. 60, Natale su Mondo9 in Robot n. 61, L'indagine in Writers Magazine Italia n.36 (Delos Books), Oggi morirai in Writers Magazine Italia n.37 e in Magazzino dei Mondi 2 (Delos Books), Il regalo più bello in 365 Racconti di Natale (Delos Books), Piccola Città in Effemme n.8 Vincitore contest Milano Letteratura 2013 (Delos Books)
- 2014 - Il napoletano in Writers Magazine Italia n.41 (Delos Books), Il potere dell'anello in 365 Racconti d'Estate (Delos Books)
- 2015 - Il ricordo, in Writers Magazine Italia n.42 (Delos Books), Bang, in Writers Magazine Italia n.43 (Delos Books)
- 2016 - La città che scappava in Robot n. 76, La macchina in Writers Magazine Italia n.46 (Delos Books), La casa triste in C'è un sole che si muore (ed. Il Prato), Lo scivolone in Il Magazzino dei mondi n. 3, L'estrazione in Robot n. 79.
- 2017 - L'uomo vestito di bianco in antologia Nero Mediterraneo (Egoeta), Lo scivolone in Writers Magazine Italia n.47 (Delos Books), Il cavallo di Troia in Writers Magazine Italia n.48 (Delos Books), Multitasking drunk love in Ebbrezze letterarie. Wine&Thecity (Colonnese).
- 2018 - Donne in antologia L’amore non si interpreta (L’Erudita (Giulio Perrone Editore)).
- 2019 - Occhi di Natale in antologia Natale rosso sangue (Cento Autori).
- 2021 - L'interrogatorio racconto-intervista (Veneruso) in Writers Magazine Italia n.59 (Delos Books).
- 2023 - Terra dei fiori in antologia Napoli stanca (Solferino) a cura di Mirella Armiero.

### E-book (romans brevi e antologie)
- Il cacciatore, Delos Digital, 2013, ISBN 978-88-6775-123-5
- La casa degli amori segreti, Delos Digital, 2014, ISBN 978-88-6775-368-0
- La casa del matto, Delos Digital, 2014, ISBN 978-88-6775-491-5
- Gli orfani di Ana-J, Delos Digital, 2014, ISBN 978-88-6775-234-8
- Marika, Delos Digital, 2014, ISBN 978-88-6775-531-8
- Non è finita, con Alain Voudì, Delos Digital, 2015, ISBN 978-88-6775-803-6
- Il grande vuoto, Delos Digital, 2016. ISBN 978-88-6530-565-2

## Edizioni
- Diego Lama, Storie di cemento, Napoli, Clean Edizioni, 2007. ISBN 978-88-8497-110-4
- Diego Lama, Cemento romano, Napoli, Clean Edizioni, 2010. ISBN 978-88-8497-188-3
- Diego Lama, Amazing Houses, Napoli, Clean Edizioni, 2014. ISBN 978-88-8497-427-3
- Diego Lama, La collera di Napoli, Milano, Mondadori, 2015. ISBN 978-88-520-6807-2
- Diego Lama, La collera di Napoli, Milano, Mondadori, 2016. ISBN 978-88-04-66858-9
- Diego Lama, Sceneggiata di morte, Milano, Mondadori, 2016. ISBN 978-88-04-66946-3
- Diego Lama, La settima notte di Veneruso, Milano, Mondadori, 2018. ISBN 978-88-520-8872-8
- Diego Lama, Tutti si muore soli. La prima indagine del commissario Veneruso, Milano, Mondadori, 2021. ISBN 978-88-047-3904-3
- Diego Lama, Il mostro di Capri. Un'indagine del commissario Veneruso, Milano, Mondadori, 2022. ISBN 978-88-357-1826-0
- Diego Lama, La collera di Napoli. Un'indagine del commissario Veneruso, Milano, Mondadori, 2023. ISBN 978-8804780564
- Valeria Galante (Diana e Diego Lama), La casa delle sirene, Milano, Mondadori, 2023. ISBN 978-8804771579
- Valeria Galante (Diana e Diego Lama), La casa della colpa, Milano, Mondadori, 2024. ISBN 978-8804787525
- Valeria Galante (Diana e Diego Lama), La casa dei ritorni, Milano, Mondadori, 2025. ISBN 978-8835744023